# Championnats d'Europe de gymnastique acrobatique 2015
Navigation
Édition précédente Édition suivante
Les championnats d'Europe de gymnastique acrobatique 2015, vingt-septième édition des championnats d'Europe de gymnastique acrobatique, ont eu lieu du 25 septembre au 4 octobre 2015 à Riesa, en Allemagne. 

## Podiums

### Senior
| Épreuves                      | Or                                                        | Argent                                                                       | Bronze                                                                     |
| ----------------------------- | --------------------------------------------------------- | ---------------------------------------------------------------------------- | -------------------------------------------------------------------------- |
| Duo masculin                  |                                                           |                                                                              |                                                                            |
| Général résultats détaillés   | Belgique Vincent Casse Arne Van Gelder                    | Russie Igor Mishev Nikolay Suprunov                                          | Biélorussie Yauheni Novikau Ilya Rybinski                                  |
| Statique résultats détaillés  | Russie Igor Mishev Nikolay Suprunov                       | Belgique Vincent Casse Arne Van Gelder                                       | Allemagne Tim Sebastian Michail Kraft                                      |
| Dynamique résultats détaillés | Russie Igor Mishev Nikolay Suprunov                       | Biélorussie Yauheni Novikau Ilya Rybinski                                    | Belgique Vincent Casse Arne Van Gelder                                     |
| Duo féminin                   |                                                           |                                                                              |                                                                            |
| Général résultats détaillés   | Russie Daria Guryeva Daria Kalinina                       | Biélorussie Marharyta Bartashevich Viktoriya Mikhnovich                      | Grande-Bretagne Chelsea Fischer Abbi Greaves                               |
| Statique résultats détaillés  | Biélorussie Marharyta Bartashevich Viktoriya Mikhnovich   | Russie Daria Guryeva Daria Kalinina                                          | Belgique Laurie Philpott Natascha Van Es                                   |
| Dynamique résultats détaillés | Russie Daria Guryeva Daria Kalinina                       | Biélorussie Marharyta Bartashevich Viktoriya Mikhnovich                      | Belgique Laurie Philpott Natascha Van Es                                   |
| Duo mixte                     |                                                           |                                                                              |                                                                            |
| Général résultats détaillés   | Russie Marina Chernova Georgii Pataraia                   | Grande-Bretagne Ryan Bartlett Hannah Baughn                                  | Biélorussie Artur Beliakou Volha Melnik                                    |
| Statique résultats détaillés  | Russie Marina Chernova Georgii Pataraia                   | Grande-Bretagne Ryan Bartlett Hannah Baughn                                  | Biélorussie Artur Beliakou Volha Melnik                                    |
| Dynamique résultats détaillés | Russie Marina Chernova Georgii Pataraia                   | Grande-Bretagne Ryan Bartlett Hannah Baughn                                  | Biélorussie Artur Beliakou Volha Melnik                                    |
| Quatuor masculin              |                                                           |                                                                              |                                                                            |
| Général résultats détaillés   | Israël Yannay Kalfa Daniel Uralevitch Lidar Dana Efi Sach | Russie Victor Grechukhin Valentin Chetverkin Maxim Chulkov Aleksandr Kurasov | Biélorussie Artsiom Khvalko Kiryl Shatau Eduard Vauchetski Ilya Prushynski |
| Statique résultats détaillés  | Israël Yannay Kalfa Daniel Uralevitch Lidar Dana Efi Sach | Russie Victor Grechukhin Valentin Chetverkin Maxim Chulkov Aleksandr Kurasov | Bulgarie Dennis Andreev Borislav Borisov Venelin Parvanov Hristo Dimitrov  |
| Dynamique résultats détaillés | Israël Yannay Kalfa Daniel Uralevitch Lidar Dana Efi Sach | Russie Victor Grechukhin Valentin Chetverkin Maxim Chulkov Aleksandr Kurasov | Biélorussie Artsiom Khvalko Kiryl Shatau Eduard Vauchetski Ilya Prushynski |
| Trio féminin                  |                                                           |                                                                              |                                                                            |
| Général résultats détaillés   | Belgique Julie Van Gelder Ineke Van Schoor Kaat Dumarey   | Russie Valeriia Belkina Yulia Nikitina Zhanna Parkhometc                     | Biélorussie Katsiaryna Barysevich Karina Sandovich Veranika Nabokina       |
| Statique résultats détaillés  | Belgique Julie Van Gelder Ineke Van Schoor Kaat Dumarey   | Biélorussie Katsiaryna Barysevich Karina Sandovich Veranika Nabokina         | Russie Valeriia Belkina Yulia Nikitina Zhanna Parkhometc                   |
| Dynamique résultats détaillés | Russie Valeriia Belkina Yulia Nikitina Zhanna Parkhometc  | Belgique Julie Van Gelder Ineke Van Schoor Kaat Dumarey                      | Biélorussie Katsiaryna Barysevich Karina Sandovich Veranika Nabokina       |

## Tableau des médailles
| Rang  | Nation          | Or | Argent | Bronze | Total |
| ----- | --------------- | -- | ------ | ------ | ----- |
| 1     | Russie          | 8  | 6      | 1      | 15    |
| 2     | Belgique        | 3  | 2      | 3      | 8     |
| 3     | Israël          | 3  | 0      | 0      | 3     |
| 4     | Biélorussie     | 1  | 4      | 8      | 13    |
| 5     | Grande-Bretagne | 0  | 3      | 1      | 4     |
| 6     | Allemagne       | 0  | 0      | 1      | 1     |
| 6     | Bulgarie        | 0  | 0      | 1      | 1     |
| Total | Total           | 15 | 15     | 15     | 45    |